# Critics’ Choice Television Award/Beste Nebendarstellerin in einer Dramaserie
Der Critics’ Choice Television Award in der Kategorie Beste Nebendarstellerin in einer Dramaserie (Originalbezeichnung: Best Supporting Actress in a Drama Series) ist eine der Auszeichnungen, die jährlich in den Vereinigten Staaten von der Broadcast Television Journalists Association, einem Verband von Fernsehkritikern, verliehen werden. Sie richtet sich an Schauspielerinnen, die eine hervorragende Leistung in einer Nebenrolle in einer Drama-Fernsehserie erbracht haben. Die Kategorie wurde 2011 ins Leben gerufen. Die Gewinner werden in einer geheimen Abstimmung durch die Fernsehkritiker des Verbandes ermittelt.

## Geschichte und Rekorde
Seit der ersten Verleihung hat die Broadcast Television Journalists Association eine Gesamtanzahl von elf Preisen in der Kategorie Beste Nebendarstellerin in einer Dramaserie an neun verschiedene Schauspielerinnen verliehen. Die ersten Preisträgerinnen waren Christina Hendricks und Margo Martindale, die 2011 für ihre Rollen als Joan Harris in Mad Men bzw. Mags Bennett in Justified ausgezeichnet wurden. Die bisher letzte Preisträgerin war Jean Smart, die 2020 für ihre Rolle als Agent Laurie Blake / Laurie Jane Juspeczyk in Watchmen geehrt wurde.
Älteste Gewinnerin mit 61 Jahren war 2018 die US-Amerikanerin Ann Dowd (The Handmaid’s Tale – Der Report der Magd), älteste nominierte Schauspielerin mit 66 Jahren 2018 die US-Amerikanerin Margo Martindale (Sneaky Pete). Jüngste Gewinnerin mit 36 Jahren war 2011 die US-Amerikanerin Christina Hendricks (Mad Men), jüngste nominierte Schauspielerinnen mit jeweils 26 Jahren 2015 die US-Amerikanerin Mae Whitman (Parenthood) und 2016 die US-Amerikanerin Hayden Panettiere (Nashville).
Die folgende Liste ist eine Aufzählung von Rekorden der häufigsten Nominierten und Gewinnern in der Kategorie Beste Nebendarstellerin in einer Dramaserie. Die Gewinner und Nominierten in den anderen Serien- und Schauspielerkategorien werden nicht mitgezählt.
| Statistik                                           | Schauspielerin/Serie | Anzahl | Jahre                               |
| --------------------------------------------------- | -------------------- | ------ | ----------------------------------- |
| Häufigste Auszeichnung (Schauspielerin)             | Christina Hendricks  | 2      | 2011, 2012                          |
| Häufigste Auszeichnung (Schauspielerin)             | Thandie Newton       | 2      | 2016 (Dez.), 2019                   |
| Häufigste Nominierungen (Schauspielerin) (* = Sieg) | Christine Baranski   | 4      | 2012, 2014, 2015, 2016 (Dez.)       |
| Häufigste Nominierungen ohne Sieg (Schauspielerin)  | Christine Baranski   | 4      | 2012, 2014, 2015, 2016 (Dez.)       |
| Häufigste Auszeichnung (Serie)                      | Mad Men              | 2      | 2011, 2012                          |
| Häufigste Auszeichnung (Serie)                      | Westworld            | 2      | 2016 (Dez.), 2019                   |
| Häufigste Nominierungen (Serie) (* = Sieg)          | Good Wife            | 5      | 2011, 2012, 2014, 2015, 2016 (Dez.) |
| Häufigste Nominierungen (Serie) (* = Sieg)          | Game of Thrones      | 5      | 2013, 2016 (Dez.) (2×), 2018, 2020  |

## Gewinner und Nominierte
Die unten aufgeführten Fernsehserien werden mit ihrem deutschen Ausstrahlungstitel (sofern ermittelbar) angegeben, danach folgt in Klammern in kursiver Schrift der fremdsprachige Originaltitel. Die Nennung des Originaltitels entfällt, wenn deutscher und fremdsprachiger Serientitel identisch sind. Die Gewinner stehen hervorgehoben in fetter Schrift an erster Stelle.
2011
Christina Hendricks – Mad Men

Margo Martindale – Justified
Michelle Forbes – The Killing
Kelly Macdonald – Boardwalk Empire
Archie Panjabi – Good Wife (The Good Wife)
Chloë Sevigny – Big Love
2012
Christina Hendricks – Mad Men
Christine Baranski – Good Wife (The Good Wife)
Anna Gunn – Breaking Bad
Regina King – Southland
Kelly Macdonald – Boardwalk Empire
Maggie Siff – Sons of Anarchy
2013
Monica Potter – Parenthood
Jennifer Carpenter – Dexter
Emilia Clarke – Game of Thrones
Anna Gunn – Breaking Bad
Regina King – Southland
Abigail Spencer – Rectify
2014
Bellamy Young – Scandal
Christine Baranski – Good Wife (The Good Wife)
Anna Gunn – Breaking Bad
Annet Mahendru – The Americans
Melissa McBride – The Walking Dead
Maggie Siff – Sons of Anarchy
2015
Lorraine Toussaint – Orange Is the New Black
Christine Baranski – Good Wife (The Good Wife)
Joelle Carter – Justified
Carrie Coon – The Leftovers
Mae Whitman – Parenthood
Katheryn Winnick – Vikings
2016 (Jan.)
Constance Zimmer – UnREAL
Ann Dowd – The Leftovers
Regina King – The Leftovers
Helen McCrory – Penny Dreadful
Hayden Panettiere – Nashville
Maura Tierney – The Affair
2016 (Dez.)
Thandie Newton – Westworld
Christine Baranski – Good Wife (The Good Wife)
Emilia Clarke – Game of Thrones
Lena Headey – Game of Thrones
Maura Tierney – The Affair
Constance Zimmer – UnREAL
2018
Ann Dowd – The Handmaid’s Tale – Der Report der Magd (The Handmaid’s Tale)
Gillian Anderson – American Gods
Emilia Clarke – Game of Thrones
Cush Jumbo – The Good Fight
Margo Martindale – Sneaky Pete
Chrissy Metz – This Is Us – Das ist Leben (This Is Us)
2019
Thandie Newton – Westworld
Julia Garner – Ozark
Rhea Seehorn – Better Call Saul
Dina Shihabi – Tom Clancy’s Jack Ryan
Yvonne Strahovski – The Handmaid’s Tale – Der Report der Magd
Holly Taylor – The Americans
2020
Jean Smart – Watchmen
Helena Bonham Carter – The Crown
Gwendoline Christie – Game of Thrones
Laura Dern – Big Little Lies
Audra McDonald – The Good Fight
Meryl Streep – Big Little Lies
Susan Kelechi Watson – This Is Us – Das ist Leben
2021
Gillian Anderson – The Crown
Cynthia Erivo – The Outsider
Julia Garner – Ozark
Janet McTeer – Ozark
Wunmi Mosaku – Lovecraft Country
Rhea Seehorn – Better Call Saul